# Marek Szymaniak (dziennikarz)
Marek Szymaniak (ur. 1988 w Krasnymstawie) – polski dziennikarz i reportażysta.
Członek Unii Literackiej.

## Życiorys
Początkowo studiował dziennikarstwo w Lublinie. Ukończył studia na Uniwersytecie Warszawskim, na kierunku komunikacja społeczna i dziennikarstwo. Jest reporterem w magazynie Spider’s Web+, publikuje również w „Dużym Formacie” – reportażowym magazynie „Gazety Wyborczej” i miesięczniku „Pismo”. Autor książek Urobieni. Reportaże o pracy (2018) oraz Zapaść. Reportaże z mniejszych miast (2021). Twórca podcastu o pracy pod tytułem Pracownia (od 2022). 

## Wyróżnienia
Jest laureatem nagrody za reportaż prasowy przyznawanej przez jury „Festiwalu Wrażliwego” w kategorii „profesjonaliści” (2020). Laureat nagrody w konkursie dla dziennikarzy „Pióro odpowiedzialności” w kategorii „artykuł tematyczny – odpowiedzialne miejsce pracy” (2019). Zdobył również drugą nagrodę w konkursie „Twarze ubóstwa” im. Bartosza Mioduszewskiego (2020). Dwukrotnie znalazł się w finale konkursu stypendialnego Fundacji „Herodot” im. Ryszarda Kapuścińskiego oraz trzykrotnie w finale Nagrody „Newsweeka” im. Teresy Torańskiej, m.in. za debiutancką książkę Urobieni. Natomiast Zapaść otrzymała nominację w konkursie Grand Press na reporterską książkę roku (2021).

## Publikacje
- Marek Szymaniak, Urobieni. Reportaże o pracy, Wołowiec: Wydawnictwo Czarne, 2018. Brak numerów stron w książce
- Marek Szymaniak, Zapaść. Reportaże z mniejszych miast, Wołowiec: Wydawnictwo Czarne, 2021. Brak numerów stron w książce